# Эванс, Чарлз
Чарлз Эванс (13 ноября 1850, Бостон, Массачусетс, США — 8 февраля 1935, Чикаго, США) — американский библиограф, библиотечный деятель.

## Биография
Родился 13 ноября 1850 года в Бостоне. Являлся автором создания основного национального библиографического свода США — Американская библиография периода с 1639 по 1799 год и включала в себя 35 854 библиографических названий. Являлся основателем Американской библиотечной ассоциации.
Скончался 8 февраля 1935 года в Бостоне.

## Членство в обществах
Основатель Американской библиотечной ассоциации.
В 1876 году Эванс совместно с Мелвилом Дьюи, который описал и опубликовал в США десятичную классификационную систему, основали Американскую библиотечную ассоциацию. Эванс привлек стать членами ассоциации знакомых известных библиотекарей. Позже состоялась конференция, где участвовали все члены ассоциации, а речь, произнесенная Эвансом, была опубликована в первом томе библиотечного журнала. В 1877 году он стал первым казначеем Американской библиотечной ассоциации. Эванс продолжал вносить свой вклад в библиотечный журнал. Эванс принимал активное участие как в библиотечном журнале, так и в трудах Американского антикварного общества, и было известно, что он время от времени писал для них

### Карьера
- 1872—1878 — организатор и библиотекарь Публичной библиотеки Индианаполис
- 1884—1887 — организатор и помощник библиотекаря в бесплатной библиотеке Еноха Пратта в Балтиморе, штат Мэриленд
- 1887—1889 — организатор Публичной библиотеки Омахи
- 1889—1892 — библиотекарь Публичной библиотеки Индианаполиса
- 1892—1895 — классификатор коллекций библиотеки Ньюберри в Чикаго
- 1895—1896 — организатор виргинской библиотеки Чикагской Теологической семинарии Маккормика
- 1896—1901 — библиотекарь Чикагского исторического общества[3]

## Награды и премии
- 1910 Elected to American Antiquarian Society
- 1926 Elected to Colonial Society of Massachusetts
- 1933 Became honorary member of the American Library Association
- 1934 Brown University awarded him an honorary Doctor of Letters